# Eudocima paulii
Eudocima paulii là một loài bướm đêm trong họ Erebidae.